# Gracixalus ananjevae
Gracixalus ananjevae là loài ếch nhái thuộc họ Chẫu cây (Rhacophoridae). Đây là loài đặc hữu của Việt Nam.
Môi trường sống tự nhiên của loài này là khu vực núi đá nhiệt đới và cận nhiệt đới cũng như các đầm lầy nước ngọt. Loài này đang bị đe dọa do mất môi trường sống.